# Protestas antiguerra del 15 de febrero de 2003
Las protestas antiguerra del 15 de febrero de 2003 consistieron en una serie de protestas coordinadas en contra de la inminente invasión de Irak en 2003 por los Estados Unidos. Millones de personas desfilaron a través del mundo en 800 ciudades. La BBC reportó que se manifestaron entre seis y diez millones de personas, quienes tomaron parte en protestas en hasta sesenta países sobre el fin de semana del 15 y 16 de febrero de 2003.

## Descripción
La protesta más grande ocurrió en la Unión Europea. El desfile de Roma involucró más de tres millones de personas y aparece en el libro Guinness de récords mundiales como la protesta antiguerra más grande en la historia global. La oposición a la guerra tuvo el índice de porcentaje más alto en el Medio Oriente, aunque las protestas ahí fueron bastante pequeñas. La República Popular de China fue la única región grande en donde no hubo protesta.